# 鹿児島市立伊敷台中学校
鹿児島市立伊敷台中学校（かごしましりつ いしきだいちゅうがっこう 英語: Ishiki-dai Junior High School）は、鹿児島県鹿児島市伊敷台一丁目にある市立中学校。

## 概要
伊敷ニュータウンの南に所在する。男女共に、県内の公立中学校では最初のブレザー制服である。ただし、開校当時に転校してきた生徒達は、前の学校の制服をそのまま着用していた。男子の頭髪については、開校当時から長髪を認めている。女子の体操服のブルマーを廃止し、短パンに変えた。

## 沿革
- 1994年4月 - 坂元中学校と伊敷中学校から分離して開校

## 校区
- 伊敷小校区:伊敷一丁目の一部及び伊敷二丁目から伊敷八丁目と伊敷町の一部
- 伊敷台小校区:伊敷台一丁目から伊敷台六丁目と伊敷台七丁目の一部、下伊敷三丁目の一部
- 花野小校区:千年一丁目及び千年二丁目

## 部活動
2006年7月に行われた鹿児島県中学校総合体育大会バドミントン競技女子団体戦の女子準々決勝で伊敷台中学校と伊敷中学校が対戦し、伊敷中学校が2-0で勝利したが伊敷台中学校側が「眉毛を剃っている生徒がいる」と物言いを付け、再試合となりそれで伊敷台中学校が勝利し準決勝に進出した。これについて、スポーツと生活指導を混合させることは論外だと批判が起きた。

## 著名な出身者
- 榎下陽大 - プロ野球選手（投手）